# Who's Looney Now? (film 1917)
Who's Looney Now? è un cortometraggio muto del 1917 diretto e prodotto da Al Christie.

## Produzione
Il film fu prodotto dalla Nestor Film Company e dall'Universal Film Manufacturing Company.

## Distribuzione
Distribuito dall'Universal Film Manufacturing Company, il film - un cortometraggio in due bobine - uscì nelle sale cinematografiche USA il 9 giugno 1917.